# 완도 예작도 감탕나무
완도 예작도 감탕나무는 전라남도 완도군 예작도에 있던 감탕나무이다. 1983년 8월 23일 대한민국의 천연기념물 제338호로 지정되었다가, 2019년 7월 5일 문화재지정이 해제되었다.

## 개요
감탕나무는 우리나라 남부 해안 지방과 일본, 중국 등 난대 지방에서 자라는 나무이다. 예전부터 약용으로 사용하여 왔으나 근래에 와서는 녹색의 잎과 빨간 열매가 아름다워서 관상용으로 많이 가꾸고 있다. 
완도 예송리의 감탕나무는 나이가 약 300살 정도로 추정되며, 높이 11m, 가슴높이의 둘레 2.68m에 달한다. 200여 년 전 이곳에 처음 정착한 홍씨와 김씨가 마을을 지켜주고 보호하는 당나무로 모시기 시작하였다고 한다. 마을이 형성되면서 새해가 되면 마을 주민들이 모여서 제사를 지내고 행운과 풍어를 기원했다고 한다. 감탕나무 위쪽에 있는 소나무에도 제사를 지내며, 소나무를 할아버지당(나무)이라고 불렀고, 감탕나무는 할머니당(나무)이라고 불렀다.
완도 예송리의 감탕나무는 오랜 세월동안 조상들의 관심과 보살핌 가운데 살아온 나무로 민속적·생물학적 자료로서의 가치가 높아 천연기념물로 지정·보호하고 있다.

## 해제 사유
완도 예작도 감탕나무는 2012년 태풍(볼라벤) 피해 이후 급격한 수세약화로 고사되어 문화재로서의 학술적·생물학적 가치를 상실하였기에 문화재 지정을 해제한다.

## 같이 보기
- 감탕나무

## 참고 자료
- 완도 예작도 감탕나무 - 국가유산청 국가유산포털